# Lupinus hazenanus
Lupinus hazenanus är en ärtväxtart som beskrevs av Charles Piper Smith. Lupinus hazenanus ingår i släktet lupiner, och familjen ärtväxter. Inga underarter finns listade i Catalogue of Life.